# شهر کندی
شهر کندی (به لاتین: Kennedy Town) یک منطقهٔ مسکونی در جمهوری خلق چین است که در هنگ کنگ واقع شده‌است.